# ويليام دبليو. كلارك
ويليام دبليو. كلارك (بالإنجليزية: William W. Clark)‏ هو مؤرخ الفن بريطاني، ولد في 1940.